# 道路ストック総点検
道路ストック総点検（どうろストックそうてんけん）または道路ストックの総点検（どうろストックのそうてんけん）とは、2013年度（平成25年度）から2015年度（平成27年度）の間に実施された、日本の道路政策である。

## 概要
2012年（平成24年）に発生した笹子トンネル天井板落下事故を受けて成立した「道路法等の一部を改正する法律」に基づき、すべての道路管理者に指示された。
高度経済成長期に大量に整備されストックされている、道路構造物の総点検と老朽化対策検討を、約2年で全て実施することを目的とした。

## 実施の経緯

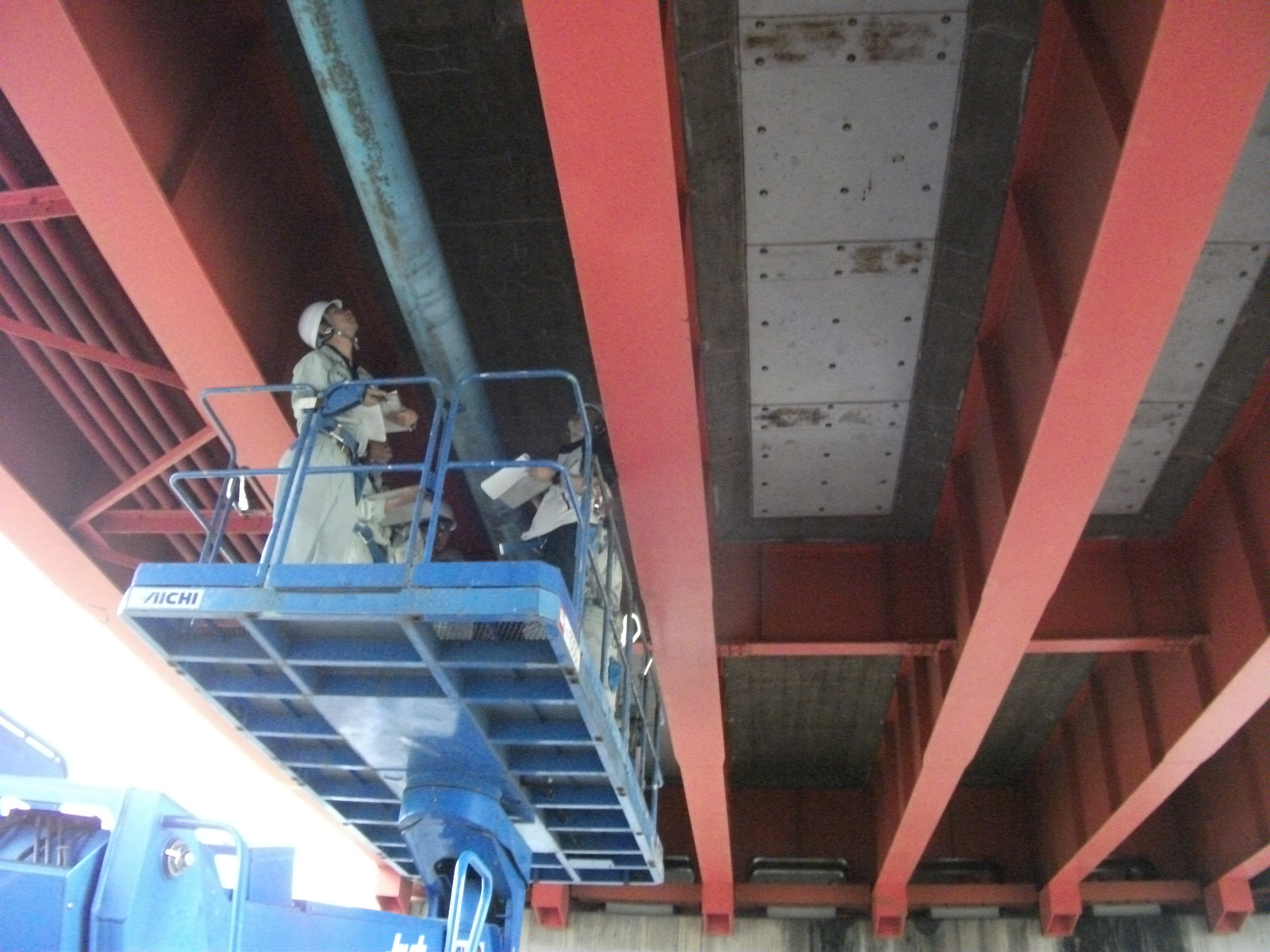
高所作業車による鋼桁橋の近接目視点検

実施以前から、膨大な道路ストックの老朽化に国・自治体・高速道路会社などの道路管理者の一部は危機感を抱いていたが、不況下での財政的困難もあり、放置されてきた。
笹子トンネルの事故により社会的な関心が高まり、社会資本のメンテナンスに緊急提言がなされ、国庫補助の予算的措置をもって実施された。
点検の手法としては、従前行われてきた「遠望目視」は見落としや不適切な評価が頻発するため、「近接目視」を原則として実施することとなった。
このため、作業量が膨大となり、現場レベルでは点検技術者の不足、高所作業車等の点検補助車両の不足、期間の不足が問題となった。

## 点検対象
点検対象とするのは、以下の構造物てある。
- 道路橋溝橋（カルバート）含む[4]
- 道路トンネル[5]
- 舗装[6]
- 道路付属物道路標識、道路照明施設、道路情報提供施設[7]、横断歩道橋等[8]
- 道路のり面土工・土工構造物[9]

## 実施以後
道路ストック総点検以降は、道路構造物は5年に1回のサイクルで点検することが求められている（定期点検）。5年に1回で点検・補修を実施した結果は、道路メンテナンス年報として、毎年公表されている。